# Dalen Terry
Dalen Lee Terry, né le 12 juillet 2002 à Phoenix en Arizona, est un joueur américain de basket-ball. Il mesure 1,98 m et évolue au poste d'ailier.

## Biographie

### Carrière junior
Originaire de Phoenix, en Arizona, Dalen Terry a fréquenté l’école secondaire Corona del Sol à Tempe, en Arizona, où il a joué avec Alex Barcello et Saben Lee avant de passer à Hillcrest Prep à Phoenix, où il a joué aux côtés de la future recrue de l’Arizona Deandre Ayton,. En deux ans à Hillcrest, il a obtenu en moyenne 15,8 points, 7,4 rebonds, 10,3 passes décisives, 3,7 interceptions et 1,9 contre par match. Il a joué son Compton Magic de l’AAU avec d’autres joueurs de Pac-12 comme Johnny Juzang, Isaiah Mobley, Evan Mobley et Onyeka Okongwu.
Entre 2020 et 2022, il joue pour les Wildcats de l'Arizona à l'université d'Arizona.
En première année dans l’Arizona, Dalen Terry est apparu dans les 26 matchs des Wildcats, commençant 14 d’entre eux avec une moyenne de 4,6 points, 3,2 rebonds, 1,5 passe par match. Son total de points le plus élevé a été obtenu contre l'équipe rivale dans l’État de l’Arizona, marquant 13 points, tout en tirant 3 sur 3 à trois points.
Dans sa deuxième saison, Terry a commencé tous les 37 matchs pour les Wildcats, dans lequel il a en moyenne inscrit huit points, 4,8 rebonds, 3,9 passes et 1,2 interception par match. Il a terminé au deuxième rang du Pac-12 pour un ratio de 2,84 passes décisives, sixième pour les passes décisives par match (3,92), huitième pour le pourcentage de paniers inscrits (50,2%) et neuvième pour les interceptions par match (1,24). Il est devenu l’un des principaux joueurs défensifs de la conférence, ce qui lui a valu d'être nommé dans la All-Defense First Team. Il a aidé les Wildcats à atteindre un record de 33 victoires et 4 défaites, remportant le Main Event de Roman 2021, la saison régulière de la conférence Pac-12 et les titres des tournois Pac-12 2022. Arizona est revenu au tournoi 2022 de la NCAA pour la première fois depuis 2018. Terry a marqué 17 points en carrière dans son dernier match en tant que Wildcats contre les Cougars de Houston. Le 22 avril 2022, il s’est déclaré candidat à la draft NBA en 2022.

### Carrière professionnelle
Dalen Terry est drafté en 18e position lors de la draft 2022 de la NBA par les Bulls de Chicago.

#### Bulls de Chicago (depuis 2022)
Dalen Terry signe son contrat rookie avec les Bulls le 8 juillet 2022. Il participe à la NBA Summer League 2022 avec les Bulls. Il débute en NBA le 23 octobre 2022 face au Cavaliers de Cleveland en jouant 4 minutes et rendant une fiche statistique vierge pour une défaite 96 à 128. Le 10 novembre 2022, il est envoyé en NBA Gatorade League chez les Bulls de Windy City après n'avoir participé qu'à sept matchs et inscrit 4 points en 22 minutes de jeu. Jusqu'en janvier 2023, il a très peu joué avec 25 matchs où il été sur la feuille de match et il n'est pas entré en jeu. En février 2023, il voit son temps de jeu augmenté avec en moyenne 10 minutes par match lors de sept rencontres disputées dont celle du 16 février où il réalise son record avec 13 points inscrits en 27 minutes de jeu face aux Bucks de Milwaukee. Le 17 mars 2023, il est de nouveau assigné en G-League, puis rappelé le même jour en NBA. Le 19 mars 2023, il est de nouveau envoyé en G-League et rappelé le 20 mars. En suivant, il dispute 18 minutes face aux Trail Blazers de Portland avec 6 points, 4 rebonds et 3 passes décisives (victoire 124 à 96). C'est seulement la deuxième fois de la saison qu'il dispute plus de 15 minutes dans un match NBA. Le 9 avril 2023, il inscrit 10 points lors de la victoire des Bulls face aux Pistons de Detroit (103 à 81).
Dalen Terry participe à la NBA Summer League 2023 avec les Bulls.

## Statistiques

### Universitaires
| Saison    | Équipe   | Matchs | Titul. | Min./m | % Tir | % 3pts | % LF | Rbds/m. | Pass/m. | Int/m. | Ctr/m. | Pts/m. |
| --------- | -------- | ------ | ------ | ------ | ----- | ------ | ---- | ------- | ------- | ------ | ------ | ------ |
| 2020-2021 | Arizona  | 26     | 13     | 20,7   | 41,5  | 32,6   | 61,4 | 3,19    | 1,46    | 0,73   | 0,38   | 4,58   |
| 2021-2022 | Arizona  | 37     | 37     | 27,7   | 50,2  | 36,4   | 73,6 | 4,84    | 3,92    | 1,24   | 0,32   | 8,03   |
| Carrière  | Carrière | 63     | 50     | 24,8   | 47,7  | 35,0   | 68,0 | 4,16    | 2,90    | 1,03   | 0,35   | 6,60   |

### En NBA
Les statistiques de Dalen Terry en match de saison régulière sont les suivantes :
| Saison    | Équipe   | Matchs | Titul. | Min./m | % Tir | % 3pts | % LF | Rbds/m. | Pass/m. | Int/m. | Ctr/m. | Pts/m. |
| --------- | -------- | ------ | ------ | ------ | ----- | ------ | ---- | ------- | ------- | ------ | ------ | ------ |
| 2022-2023 | Chicago  | 38     | 0      | 5,6    | 44,4  | 25,9   | 66,7 | 1,0     | 0,6     | 0,3    | 0,1    | 2,2    |
| Carrière  | Carrière | 38     | 0      | 5,6    | 44,4  | 25,9   | 66,7 | 1,0     | 0,6     | 0,3    | 0,1    | 2,2    |

### En NBA Gatorade League
Les statistiques de Dalen Terry en match de NBA Gatorade League sont les suivantes :

#### Saison régulière
| Saison    | Équipe     | Matchs | Titul. | Min./m | % Tir | % 3pts | % LF | Rbds/m. | Pass/m. | Int/m. | Ctr/m. | Pts/m. |
| --------- | ---------- | ------ | ------ | ------ | ----- | ------ | ---- | ------- | ------- | ------ | ------ | ------ |
| 2022-2023 | Windy City | 3      | 3      | 32,3   | 47,7  | 41,7   | 85,7 | 7,7     | 4,3     | 1,7    | 1,3    | 19,7   |
| Carrière  | Carrière   | 3      | 3      | 32,3   | 47,7  | 41,7   | 85,7 | 7,7     | 4,3     | 1,7    | 1,3    | 19,7   |

#### Showcase Cup
| Saison    | Équipe     | Matchs | Titul. | Min./m | % Tir | % 3pts | % LF | Rbds/m. | Pass/m. | Int/m. | Ctr/m. | Pts/m. |
| --------- | ---------- | ------ | ------ | ------ | ----- | ------ | ---- | ------- | ------- | ------ | ------ | ------ |
| 2022-2023 | Windy City | 10     | 10     | 30,7   | 46,4  | 39,3   | 84,2 | 6,9     | 4,6     | 1,3    | 0,5    | 12,8   |
| Carrière  | Carrière   | 10     | 10     | 30,7   | 46,4  | 39,3   | 84,2 | 6,9     | 4,6     | 1,3    | 0,5    | 12,8   |

### Records
Les records personnels de Dalen Terry en NBA sont les suivants :
| Type de statistique        | Saison régulière | Saison régulière      | Saison régulière | Playoffs | Playoffs   | Playoffs |
| Type de statistique        | Record           | Adversaire            | Date             | Record   | Adversaire | Date     |
| -------------------------- | ---------------- | --------------------- | ---------------- | -------- | ---------- | -------- |
| Points                     | 13               | Bucks de Milwaukee    | 16 février 2023  | -        | -          | -        |
| Paniers marqués            | 6                | Bucks de Milwaukee    | 16 février 2023  | -        | -          | -        |
| Paniers tentés             | 12               | Bucks de Milwaukee    | 16 février 2023  | -        | -          | -        |
| Paniers à 3 points réussis | 3                | Nets de Brooklyn      | 24 février 2023  | -        | -          | -        |
| Paniers à 3 points tentés  | 4                | 2 fois                | 2 fois           | -        | -          | -        |
| Lancers francs réussis     | 4                | Pistons de Détroit    | 9 avril 2023     | -        | -          | -        |
| Lancers francs tentés      | 4                | 2 fois                | 2 fois           | -        | -          | -        |
| Rebonds offensifs          | 5                | Bucks de Milwaukee    | 16 février 2023  | -        | -          | -        |
| Rebonds défensifs          | 3                | 2 fois                | 2 fois           | -        | -          | -        |
| Rebonds totaux             | 7                | Bucks de Milwaukee    | 16 février 2023  | -        | -          | -        |
| Passes décisives           | 6                | Bucks de Milwaukee    | 16 février 2023  | -        | -          | -        |
| Interceptions              | 3                | Pistons de Détroit    | 9 avril 2023     | -        | -          | -        |
| Contres                    | 1                | 5 fois                | 5 fois           | -        | -          | -        |
| Balles perdues             | 2                | @ Pacers de l'Indiana | 15 février 2023  | -        | -          | -        |
| Minutes jouées             | 27               | Bucks de Milwaukee    | 16 février 2023  | -        | -          | -        |

## Palmarès
- Pac-12 All-Defensive Team (2022)